# Sansom Park
Sansom Park est une ville située au centre du comté de Tarrant, au Texas, aux États-Unis,.

## Démographie
Lors du recensement de 2010, la ville comptait une population de 4 686 habitants. Elle est estimée, en 2016, à 4 872 habitants.

### Source de la traduction
- (en) Cet article est partiellement ou en totalité issu de l’article de Wikipédia en anglais intitulé « Sansom Park, Texas » (voir la liste des auteurs).